# ISEFAC商学院
ISEFAC商学院（ISEFAC），创建于2000年，是法国一所的商学院。学校在巴黎、里尔、尼斯、波尔多、里昂、南特和布鲁塞尔設有校區。ISEFAC提供传播学和企业营销課程。